# X-Large
X-Large és una marca estatunidenca de roba de carrer i de botigues de roba amb seu a Los Angeles. Va ser fundada per Eli Bonerz i Adam Silverman el 1991, a partir d'una idea del cantant dels Beastie Boys Mike D.
La marca germana X-Girl va ser fundada per Kim Gordon i Daisy von Furth. Els cineastes Sofia Coppola i Spike Jonze van produir la primera desfilada de moda de X-Girl, que es va fer als carrers del SoHo de Manhattan el 1994. L'actriu Chloë Sevigny, que hi va desfilar, es va convertir en anunciant de la marca. El 1998, X-Girl va ser venuda a l'empresa japonesa B's International.